# 渡辺喜恵子
渡辺 喜恵子（渡邊 喜惠子、わたなべ きえこ、1913年（大正2年）11月6日 - 1997年（平成9年）8月8日）は日本の小説家。本名は木下喜惠子。秋田県出身者として初めて、直木賞を受賞した。

## 略歴
秋田県仙北郡檜木内村（後の西木村、現：仙北市）生まれ。2歳の時、父・栗生沢米太郎が鷹巣町（現：北秋田市）に木材工場を創業し転居する。能代高等女学校（現：秋田県立能代北高等学校）卒業後の1931年（昭和6年）に上京。1935年（昭和10年）、画学生・渡辺茂との結婚のため広島へ転地する。しかし、1939年（昭和14年）、25歳のときに夫が病死。1942年（昭和17年）、亡き夫のことを綴った短編小説集『いのちのあとさき』を刊行し創作活動に入る。1944年（昭和19年）春、母の故郷、岩手県二戸郡石切所村（後に福岡町を経て二戸市）に疎開。
戦後、再上京、同人誌「明日」「三田文学」に拠って文学活動を行う。1959年（昭和34年）『馬淵川』で第41回直木賞受賞。『みちのく子供風土記』には幼少時の鷹巣のことなども記載されている。長編三部作『原生花園』のほかに、画家青木繁を描いた『海の幸』がある。
主な作品に『プルメリアの木陰に』、『南部女人抄』、『啄木の妻』、長編歴史小説『南部九戸落城』などがある。
1983年（昭和58年）に「秋田の文学振興に役立ててほしい」との意向のもと、1千万円を秋田魁新報社に寄託。秋田魁新報社は翌1984年（昭和59年)、創刊110年を記念して1千万円を拠出、計2千万円で基金を設立して「さきがけ文学賞」を創設した。趣旨は「広く全国から新人作家を発掘し、秋田県内の文学創作活動の振興、ひいては芸術文化の向上に一助とする」というもの。1985年（昭和60年)に、秋田魁新報社は基金に1千万円を追加（基金総額3千万円）して財団法人「さきがけ文学賞渡辺喜恵子基金」を設立。
2012年4月に公益財団法人「さきがけ文学賞渡辺喜恵子基金」に移行している。

## 受賞歴
- 『馬渕川』で第41回直木賞（1959年（昭和34年）上半期）を受賞。

## 著書
- 『いのちのあとさき』国文社 1942年
- 『末の松山』丹頂書房 1948年
- 『馬淵川』光風社 1959年 のち旺文社文庫
- 『地蔵流し』光風社 1960年
- 『白と紫』講談社 1960年
- 『京おとこ 大谷竹次郎物語』アルプス 1963年
- 『饑渇っ子』光風社 1964年
- 『黝い血』あすなろ社 1967年
- 『みちのく子供風土記』文化服装学院出版局 1969年 のち旺文社文庫
- 『原生花園〈全3部〉』文化服装学院出版局 1969年

ポーラテレビ小説『原生花園　アンラコロの歌』（1972年）の原作
- 『海の幸』新潮社 1971年
- 『湯治場風土記』日本交通公社 (ベルブックス) 1972年
- 『プルメリアの木陰に』新潮社 1974年
- 『タンタラスの虹』新潮社 1975年
- 『南部女人抄』光風社書店 1975年
- 『風に咲くプァマレ』新潮社 1976年
- 『夜明けの河』新潮社 1979年4月
- 『啄木の妻〈全3巻〉』毎日新聞社 1980年
- 『北国食べ物風土記』女子栄養大学出版部 1981年12月
- 『暮らしのつくろい手ばたらき』文化出版局 1983年4月
- 『万灯火』毎日新聞社 1986年3月
- 『南部九戸落城』毎日社聞社 1989年
- 『旅』秋田魁新報社 1991年8月